# Kai Wegner

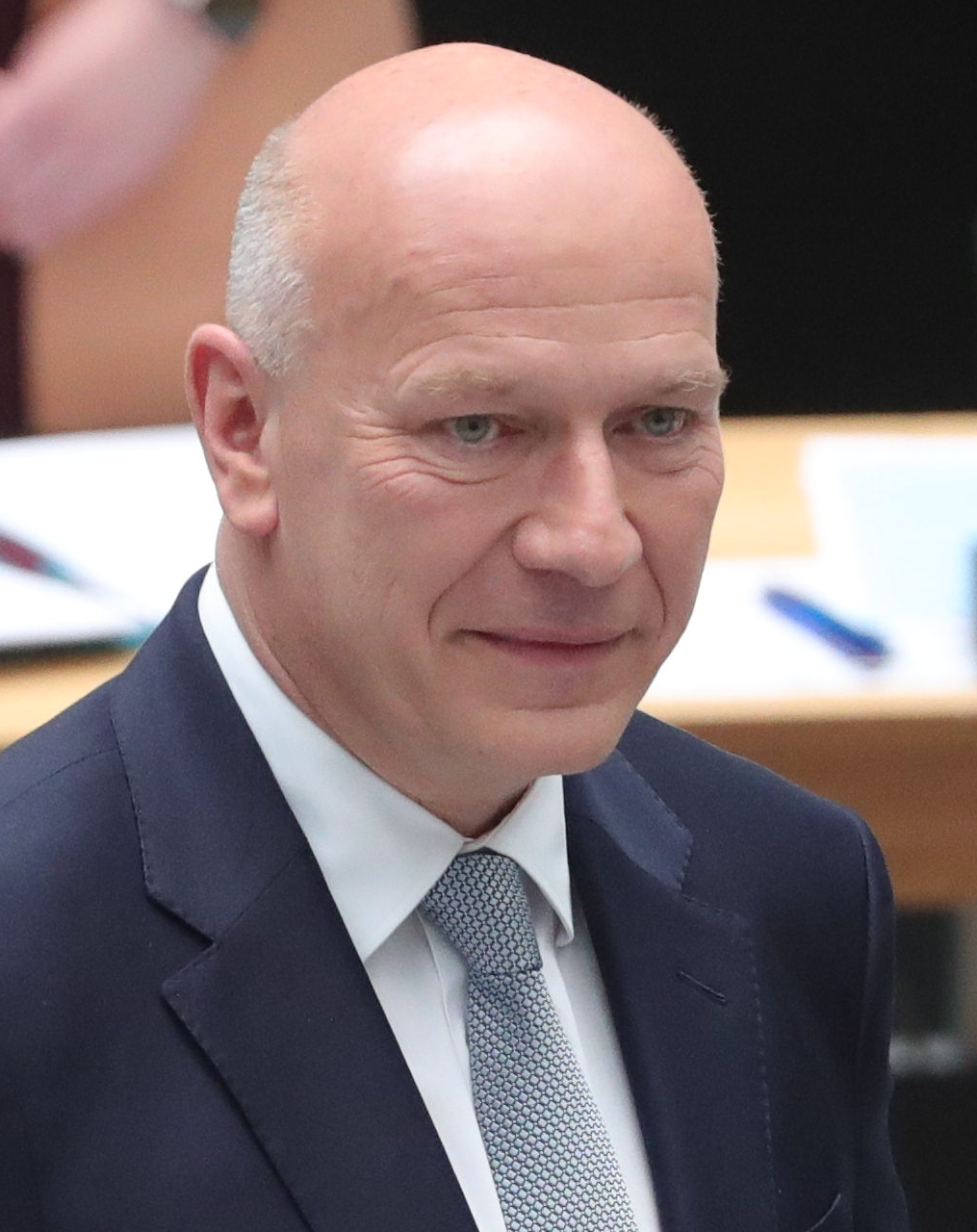
Kai Wegner, 2023

Kai Peter Wegner (* 15. September 1972 in West-Berlin) ist ein deutscher Politiker (CDU). Er ist seit dem 27. April 2023 Regierender Bürgermeister von Berlin.
Ab 2005 war er Mitglied des Deutschen Bundestages. Seit November 2021 ist Wegner Mitglied des Abgeordnetenhauses von Berlin und war dort von 2021 bis 2023 Fraktionsvorsitzender der CDU Berlin und als solcher Oppositionsführer. Zudem ist er seit Mai 2019 Landesvorsitzender der Berliner CDU und als solcher beratendes Mitglied im Bundesvorstand der CDU.

## Leben und Beruf

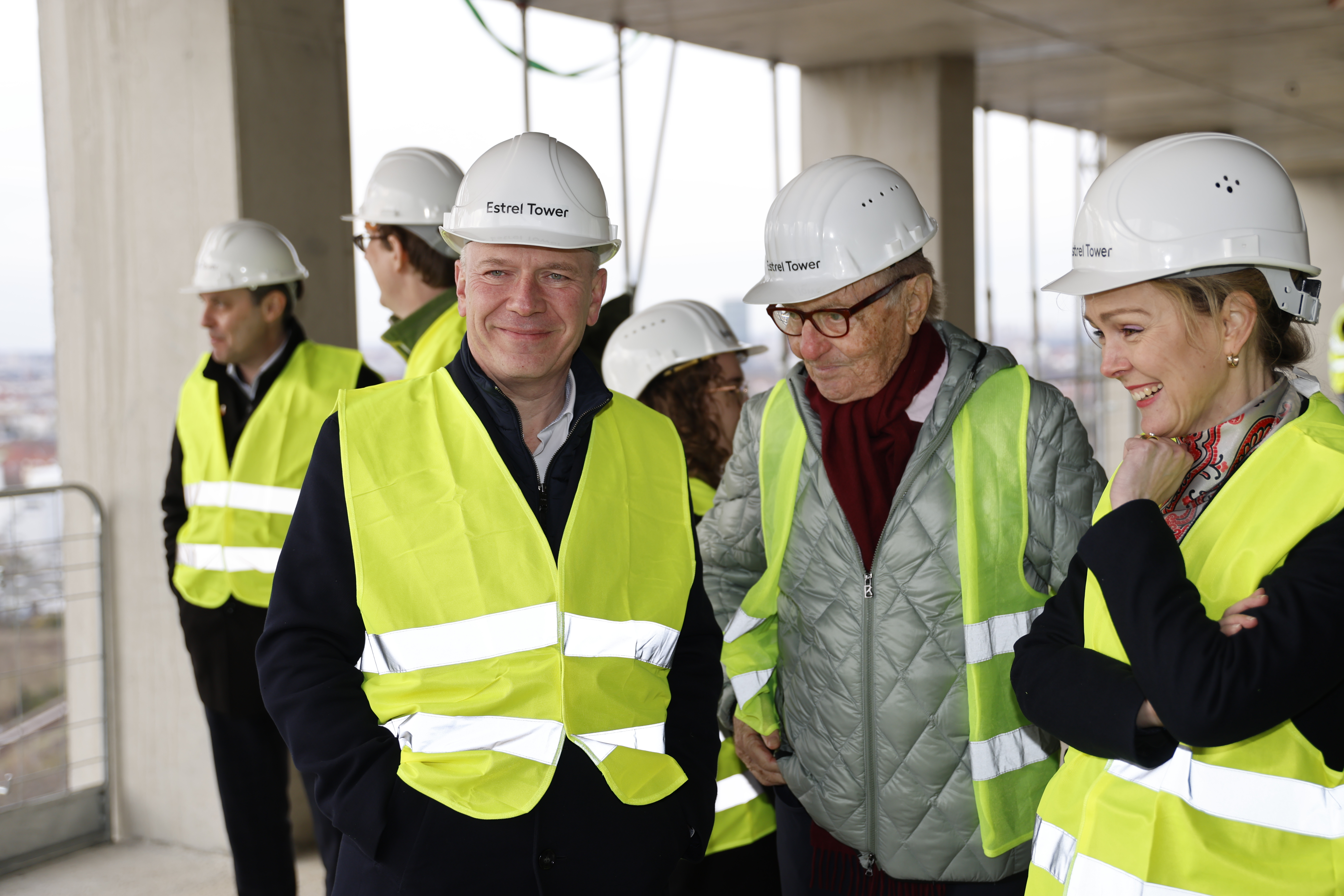
Wegner (3. v. l.), Estrel Tower im Bau, Berlin-Neukölln, 2024

Wegner wurde im Berliner Bezirk Spandau als Sohn eines Bauarbeiters und einer Einzelhandelskauffrau geboren und wuchs dort auf. Nach Besuch der Hans-Carossa-Oberschule in der Streitstraße im Ortsteil Hakenfelde, die er ohne Abitur mit Realschulabschluss verließ, leistete Wegner von 1993 bis 1994 Wehrdienst bei der Luftwaffe der Bundeswehr und absolvierte anschließend eine Ausbildung zum Versicherungskaufmann, die er 1997 beendete. Danach arbeitete er im Vertrieb eines Versicherungsunternehmens, bis er 1999 als Projektleiter in der Öffentlichkeitsarbeit in ein mittelständisches Bauunternehmen wechselte. Von 2001 bis 2002 gehörte er dort auch der Geschäftsleitung an. Von 2002 bis 2012 war er als Unternehmensberater in Berlin selbstständig tätig. Von 2017 bis 2020 war er ehrenamtlicher Präsident des DLRG-Landesverbandes Berlin. Er ist Mitglied des Kuratoriums der Margot Friedländer Stiftung.

## Partei
Wegner trat 1989 in die Junge Union (JU) und die CDU ein. Er war von 1990 bis 1992 Landesvorsitzender der Schüler Union in Berlin und von 1994 bis 1997 Vorsitzender des JU-Kreisverbandes Berlin-Spandau. Nachdem er von 1994 bis 1996 stellvertretender JU-Landesvorsitzender war, war Wegner von Januar 2000 bis Mai 2003 schließlich Landesvorsitzender der JU Berlin.
Von 2000 bis 2002 war er außerdem stellvertretender CDU-Landesvorsitzender in Berlin. Beim Parteitag der Berliner CDU 2003 scheiterte Wegner als Kandidat für das Amt des Generalsekretärs in zwei Wahlgängen. Im April 2005 wurde er zum Vorsitzenden des CDU-Kreisverbandes Spandau gewählt. Zuvor war er dort schon seit 1998 stellvertretender Kreisvorsitzender gewesen. Von Dezember 2011 bis Dezember 2016 war Kai Wegner Generalsekretär der CDU Berlin. Er stellte sein Amt überraschend zur Verfügung, da er dem Wunsch von Monika Grütters nach Veränderung nicht im Wege stehen wollte. Sein Nachfolger in dieser Position wurde Stefan Evers.
Ab Dezember 2017 war Wegner erneut stellvertretender Landesvorsitzender der Berliner CDU und kündigte im März 2019 seine Kandidatur für den Landesvorsitz an.
Am 18. Mai 2019 wurde er schließlich, als Nachfolger von Monika Grütters, zum Landesvorsitzenden gewählt.
Im Oktober 2020 gab Wegner seine Absicht bekannt, bei der Abgeordnetenhauswahl 2021 für das Amt des Regierenden Bürgermeisters von Berlin zu kandidieren.
Am 19. Juni 2021 wurde Wegner offiziell als Spitzenkandidat aufgestellt und im Amt des Landesvorsitzenden bestätigt. Bei der im Nachhinein für ungültig erklärten Wahl zum Abgeordnetenhaus erreichte die CDU mit 18,0 % lediglich den dritten Platz hinter der SPD und den Grünen. Im neuen Parlament übernahm Wegner den Vorsitz der CDU-Fraktion und wurde Oppositionsführer gegen den rot-grün-roten Senat der Regierenden Bürgermeisterin Franziska Giffey.
Bei der Wiederholungswahl zum Abgeordnetenhaus am 12. Februar 2023 wurde die CDU unter Wegner mit 28,2 % stärkste Kraft, in Berlin zum ersten Mal seit 1999. In Folge führte Wegner je drei Sondierungsgespräche mit SPD und Grünen mit dem Ziel, eine „Berlin-Koalition“ mit ihm als Regierenden Bürgermeister zu bilden. Am 1. März 2023 empfahl die Regierende Bürgermeisterin Franziska Giffey zur Überraschung ihrer damaligen Regierungspartner Grüne und Linke dem SPD-Vorstand, Koalitionsverhandlungen mit der CDU aufzunehmen. Am Folgetag stimmte der CDU-Landesvorstand auf Empfehlung Wegners ebenfalls für Verhandlungen mit der SPD.
Im September 2023 wurde Wegner mit 94,7 % der Delegiertenstimmen auf dem Landesparteitag erneut zum Vorsitzenden des Berliner CDU-Landesverbandes gewählt.

## Abgeordneter
Wegner gehörte von 1995 bis 1999 der Bezirksverordnetenversammlung von Berlin-Spandau und von 1999 bis Oktober 2005 dem Abgeordnetenhaus von Berlin an. Im Abgeordnetenhaus war er ab 2001 stellvertretender Vorsitzender und ab 2003 auch wirtschaftspolitischer Sprecher der CDU-Fraktion. Im Jahr 2002 kandidierte er erfolglos für den Deutschen Bundestag.
Von 2005 bis 2021 war er ununterbrochen Mitglied des Deutschen Bundestages und dort von 2009 bis 2017 Vorsitzender der Landesgruppe Berlin in der CDU/CSU-Fraktion.
Wegner gewann bei der Bundestagswahl 2009 das Direktmandat im Wahlkreis Berlin-Spandau-Charlottenburg Nord mit 36,4 % der Erststimmen.
Auch bei der Bundestagswahl 2013 errang Wegner das Direktmandat seines Wahlkreises und zog mit 39,2 % der Erststimmen in den Bundestag ein.
Wegner war in der 18. Wahlperiode des Deutschen Bundestages Mitglied des Ausschusses für Umwelt, Naturschutz, Bau und Reaktorsicherheit und Beauftragter für große Städte der CDU/CSU-Bundestagsfraktion.
Bei der Bundestagswahl am 24. September 2017 unterlag er in seinem Wahlkreis mit 30,9 % der Stimmen dem SPD-Abgeordneten Swen Schulz, der auf 32,1 % der Stimmen kam, zog aber über die Landesliste in den Bundestag ein.
In der 19. Wahlperiode war Kai Wegner Vorsitzender der Arbeitsgruppe Bau, Wohnen, Stadtentwicklung und Kommunen der CDU/CSU-Bundestagsfraktion und damit auch deren baupolitischer Sprecher. Zudem war er ordentliches Mitglied im Ausschuss für Umwelt, Naturschutz und nukleare Sicherheit sowie stellvertretendes Mitglied im Ausschuss für Verkehr und digitale Infrastruktur und im Gemeinsamen Ausschuss.

### Wahlen zum Berliner Abgeordnetenhaus 2021 und 2023
Bei der nachträglich für ungültig erklärten Wahl zum Berliner Abgeordnetenhaus im September 2021 trat Wegner als Spitzenkandidat der CDU Berlin an. Letztlich erzielte die Partei 18,0 % der Zweitstimmen und landete hinter der SPD (21,4 %) und den Grünen (18,9 %) auf Platz 3. Wegner gewann aber mit 36,5 % das Direktmandat im Wahlkreis Spandau 5 und zog am 4. November 2021 in das Abgeordnetenhaus ein. Nachdem Burkard Dregger überraschend den Einzug in das Parlament verpasst hatte, folgte ihm Wegner bereits am 30. September 2021 im Amt des Fraktionsvorsitzenden.
Für die Wiederholungswahl zum Berliner Abgeordnetenhaus 2023 trat Wegner erneut als Spitzenkandidat seiner Partei an und führte die CDU mit 28,2 % zum Wahlsieg und somit zur mit Abstand stärksten Fraktion im Abgeordnetenhaus. Seinen Wahlkreis Spandau 5 gewann er mit 46,9 % deutlich vor dem SPD-Kandidat Uwe Ziesak (22,0 %) und zog wieder in das Berliner Landesparlament ein. Dort wurde er vier Tage nach der Wahl als Fraktionsvorsitzender der CDU wiedergewählt.

## Regierender Bürgermeister von Berlin

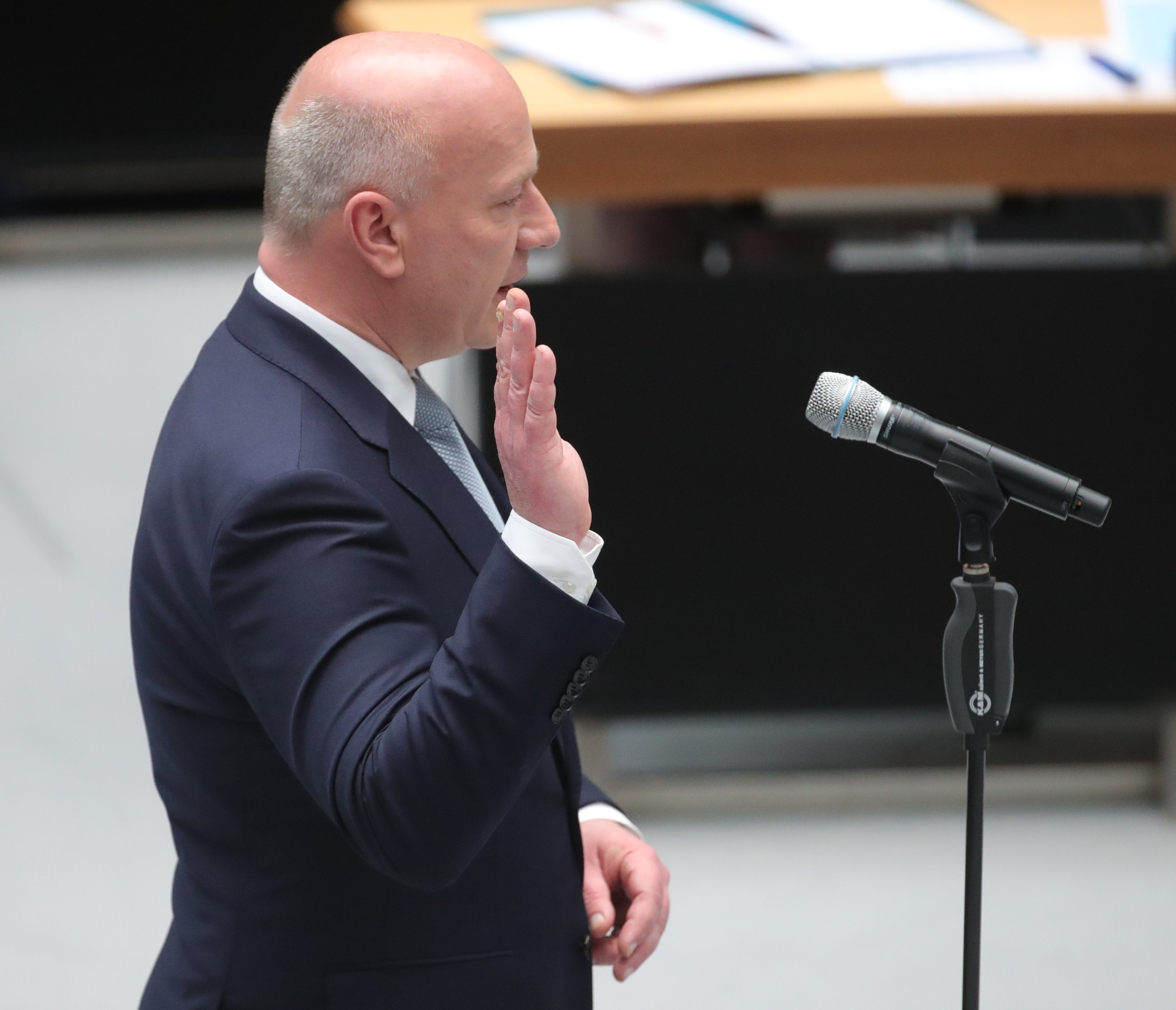
Wegner bei seiner Vereidigung am 27. April 2023

Die Wahl 2023 führte zur Unterzeichnung eines Koalitionsvertrags von CDU und SPD. Wegner wurde am 27. April 2023 vom Berliner Abgeordnetenhaus zum Regierenden Bürgermeister gewählt. Erst im dritten Wahlgang erreichte er jedoch die erforderliche Mehrheit. Er erhielt 86 Stimmen, genau so viele wie die schwarz-rote Koalition Abgeordnete hat.

## Kontroversen

### Position zu Hans-Georg Maaßen
Mario Czaja, seinerzeit Mitglied des Abgeordnetenhauses von Berlin für die CDU, warf Wegner im Mai 2021 einen „riskanten Rechtskurs“ vor und sah ihn in ideologischer Nähe zu Hans-Georg Maaßen, weil er auf die Frage, ob Herr Maaßen Platz in der Berliner CDU hätte, geantwortet hatte, dass Herr Maaßen selbstverständlich Mitglied der Berliner CDU sein könne. Czaja sagte wörtlich: „Kai Wegner ist aus meiner Sicht dichter an den Positionen von Hans-Georg Maaßen als an denen von Angela Merkel.“ Ende Januar 2023 forderte Wegner im Wahlkampf den Parteiausschluss von Maaßen.

### Aserbaidschan-Affäre
Nach Recherchen der Vice-Journalisten Felix Dachsel und Robert Hofmann, die 2021 zur Aserbaidschan-Affäre recherchierten, wurde Kai Wegner neben anderen Unionsfunktionären in vertraulichen Dokumenten der regimenahen Lobbyorganisation The European Azerbaijan Society als Kontakt aufgeführt.

### Namensabfrage nach Silvesterkrawallen 2022
Im Zuge der Krawalle in der Silvesternacht 2022 geriet Wegner in die Kritik, weil er im Namen der CDU-Fraktion vom Berliner Senat Auskunft über die Vornamen der deutschen Tatverdächtigen verlangte. Vertreter der rot-rot-grünen Regierungskoalition warfen Wegner daraufhin Rassismus vor, weil er Menschen mit Migrationshintergrund nicht als richtige Deutsche anerkennen wolle. Wegner wies die Anschuldigung der rassistischen Diskriminierung von sich. Nur wenn man Probleme benenne, könne man sie lösen. Unter Berliner Muslimen erhielt die CDU trotz der Kontroverse die meisten Stimmen bei der Wiederholungswahl zum Berliner Abgeordnetenhaus am 12. Februar 2023, zu Menschen mit Migrationshintergrund wurden keine Daten erhoben.

### Parteispende von Christoph Gröner und einem seiner Unternehmen
Der Immobilienunternehmer Christoph Gröner, Gründer der CG Gruppe, und eines seiner Unternehmen machten im Jahr 2020 Spenden an den Berliner CDU-Landesverband in Höhe von 820.000 Euro. Im Mai 2023 nach widersprüchlichen Aussagen über deren konkrete Zweckbindung kontrovers diskutiert. So gab Christoph Gröner in einem Podcast des Tagesspiegels an, dass sein Wunsch nach mehr Geld für Kinder mit Behinderung in Pflegeeinrichtungen „sozusagen schriftlich fixiert“ sei und verband die Spende bereits in einem früheren Interview mit einer Änderung des Berliner Mietendeckels. Wegner hatte 2021 im Format Jung & Naiv angegeben, dass die Parteispende mit dem von Gröner geäußerten Wunsch einherging, keine Obdachlosen mehr in Berlin zu haben. Zuletzt widersprachen beide jeglichen Absprachen.

### Transparenz zur Liaison mit Senatorin
Anfang 2024 gab Wegner bekannt, im Herbst 2023 mit der von ihm ernannten Bildungssenatorin, Katharina Günther-Wünsch, eine feste Beziehung eingegangen zu sein. Das Öffentlichmachen führte zu einer Diskussion über eine mögliche Vermengung von Dienstlichem und Privatem. In der CDU-Fraktion war spätestens seit Mai/Juni 2023 vielen klar, dass Wegner und seine Senatorin ein Paar sind. Vielleicht auch schon deutlich früher, heißt es. Insider behaupten, die beiden seien bereits seit Ende 2022 zusammen. Damit hätte Wegner seine Geliebte zur Senatorin gemacht. Im Mai 2024 verpflichtete das Berliner Verwaltungsgericht Wegner zu Angaben darüber, wann er die Chefin des Presse- und Informationsamts, Christine Richter, erstmals darüber informiert hat, dass er mit der Senatorin eine private Beziehung unterhält. In der Presse stieß das Vorgehen Wegners noch Monate, nachdem es in die Öffentlichkeit kam, auf Kritik:

„Die reichlich unscharfe Erklärung vom Jahresanfang, wonach sich das Paar erst im Herbst 2023 für eine Beziehung ,entschieden' haben will, lässt zudem mehr als Raum für Spekulation. Sie legt nahe, dass auch zuvor schon etwas bestand, das zumindest geeignet war, Amtspflichten zu beeinträchtigen. Möglich sogar, dass Wegner damals seine heimliche Geliebte in den Senat berief. Kein Wunder also, dass er für die späte Verkündung der Liebschaft privat einen Anwalt mandatierte; es war der vergebliche Versuch, sich amtlicher Transparenzpflicht zu entziehen.“

## Persönliches
Kai Wegner ist evangelisch, geschieden und hat drei Kinder. Mit seiner ersten Frau hat er ein Kind. Im Dezember 2023 trennte er sich von der Politikwissenschaftlerin Kathleen Kantar, mit der er zwei Kinder hat. Eine Sprecherin bestätigte, dass Wegner als Single ins neue Jahr 2024 starte. Im Januar 2024 gab er bekannt, bereits seit Herbst 2023 eine Beziehung mit Katharina Günther-Wünsch, die Bildungssenatorin in seinem Senat ist, zu führen.